# Trigonopterus puspoi
Trigonopterus puspoi – gatunek chrząszcza z rodziny ryjkowcowatych i podrodziny krytoryjków.

## Taksonomia
Gatunek ten opisany został po raz pierwszy w 2021 roku przez Radena P. Narakusumo i Alexandra Riedela na łamach „ZooKeys”. Jako miejsce typowe wskazano górę Dako w kabupatenie Tolitoli w indonezyjskiej prowincji Celebes Środkowy. Epitet gatunkowy nadano na cześć Saleha Poespo, indonezyjskiego zootechnika.

## Morfologia
Chrząszcz o ciele długości od 2,5 do 3,4 mm, wysklepionym, w zarysie prawie jajowatym ze słabym przewężeniem między przedpleczem a pokrywami, ubarwionym czarno z rdzawymi czułkami i ciemnordzawymi odnóżami oraz ciemnordzawymi pokrywami. Ryjek samca zaopatrzony jest w listewkę środkową i parę listewek przyśrodkowych, samicy zaś jest z wierzchu wypłaszczony. Epistom jest wyraźny. Powierzchnia przedplecza jest oprócz linii środkowej gęsto punktowana. Pokrywy mają rzędy z małymi punktami oraz skąpo punktowane międzyrzędy; w rzędzie ósmym na barkach występuje siedem punktów grubych. Wszystkie odnóża mają uda pozbawione ząbków, zaopatrzone w lekko karbowane listewki przednio-brzuszne. Tylna para odnóży ma na udach przedwierzchołkową łatkę strydulacyjną oraz karbowaną krawędź tylno-grzbietową. Genitalia samca mają prącie o bokach prawie równoległych i niesymetrycznym, skąpo oszczecinionym szczycie z trójkątną wypustką środkową. Aparat przenoszący jest Ʊ-kształtny, natomiast przewód wytryskowy pozbawiony jest bulbusa.

## Ekologia i występowanie
Ryjkowiec ten zasiedla górskie lasy. Spotykany jest na rzędnych od 830 do 1250 m n.p.m. Bytuje na listowiu roślinności.
Owad orientalny, endemiczny dla Celebesu, znany tylko z lokalizacji typowej w prowincji Celebes Środkowy.